# Кости (село, Болгария)
Кости (болг. Кости́) — село в Болгарии. Находится в Бургасской области, входит в общину Царево. Население составляет 286 человек.

## Политическая ситуация
В местном кметстве Кости, в состав которого входит Кости, должность кмета (старосты) исполняет Илия Тодоров Язов (независимый) по результатам выборов правления кметства.
Кмет (мэр) общины Царево — Георги Лапчев (Граждане за европейское развитие Болгарии, ГЕРБ) по результатам выборов в правление общины.